# Anel (topologia)
Um anel é um espaço topológico homeomorfo ao produto de um círculo por um intervalo.

## Parametrização
{\displaystyle \mathbb {D} ^{2}=\{(x,y)\in \mathbb {R} ^{2}:1\leq x^{2}+y^{2}\leq 2\}}

## Propriedades topológicas
Um anel é uma superfície:
- compacta
- orientável
- conexa